# Käryrivier
Käryrivier (Zweeds: Käryjoki) is een rivier die stroomt in de Zweedse  gemeente Pajala. De rivier verzorgt de afwatering van het Kärymeer dat aan de voet ligt van de Käryberg. De rivier stroomt naar het oosten, bijna rechtstreeks naar de Muonio. Ze is circa 10 kilometer lang.
Afwatering: Käryrivier → Muonio → Torne → Botnische Golf